# St. Petri (Buxtehude)

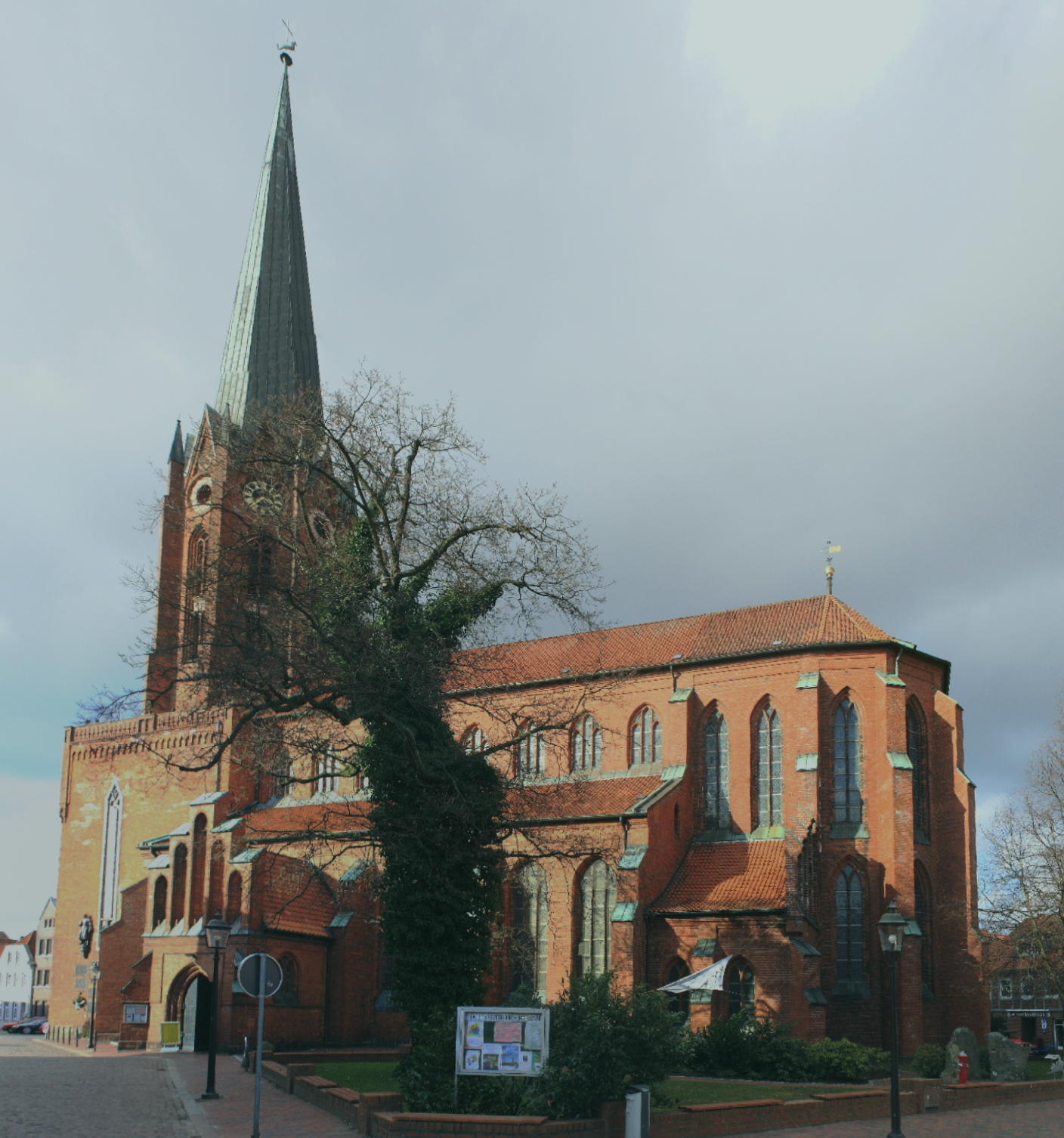
St. Petri (Buxtehude)

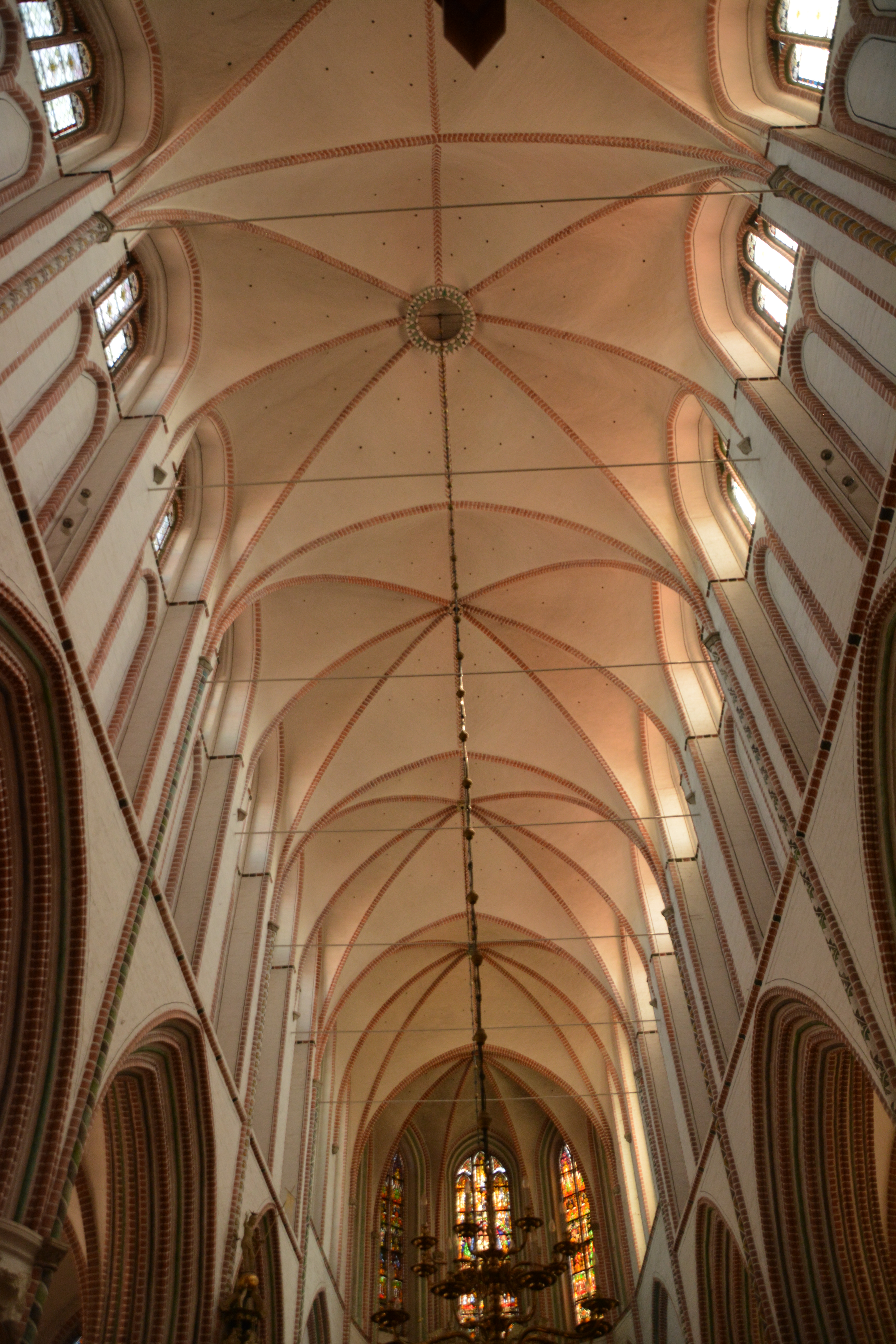
Sechsteilige Mittelschiffsgewölbejoche

Die evangelische Kirche St. Petri in der Hansestadt Buxtehude ist eine gotische Backsteinkirche im Landkreis Stade in Niedersachsen. Sie gehört zur Kirchengemeinde St. Petri Buxtehude im Kirchenkreis Buxtehude der Evangelisch-lutherischen Landeskirche Hannovers. Sie prägt mit ihrem hohen neugotischen Turm das Stadtbild von Buxtehude und besitzt eine reiche, teils künstlerisch wertvolle Ausstattung.

## Geschichte
Die Kirche St. Petri in Buxtehude ist eine dreischiffige gewölbte Backstein-Basilika, die aus einem vierjochigen Langhaus, dem Chorjoch mit leicht unregelmäßigem fünfseitigem Schluss und dem mächtigen Westturm besteht. Eine Grundsteinlegung im Jahr 1285 ist vermutlich auf den durch Grabungen nachgewiesenen Vorgängerbau zu beziehen, der nach einem Ablass im Jahr 1296 aufgegeben und durch den bestehenden Bau ersetzt wurde, welcher um 1320 vollendet war. Zahlreiche Altarstiftungen im 14. und 15. Jahrhundert sind überliefert.
Der Turm wurde im Jahr 1853 durch Blitzschlag zerstört und anschließend nach Plänen von J. Wimmel aus Hamburg mit neuem Oktogon und abschließendem Spitzhelm wiederhergestellt. Bei einer Restaurierung in den Jahren 1898–99 wurden nach Plänen von Karl Börgemann die Seitenschiffe, der Chor, das Brauthaus und die Sakristei abgebrochen und in enger Anlehnung an den ursprünglichen Bestand neu errichtet. Der Obergaden wurde mit neuen Backsteinen verkleidet, das Fenstermaßwerk nach Spuren rekonstruiert und Strebepfeiler an den Seitenschiffen hinzugefügt, für die es keine Anhaltspunkte gab. Der Obergaden im Mittelschiff wurde wie im Mittelalter ohne Strebepfeiler belassen.
Das Brauthaus im zweiten Joch von Westen auf der Südseite des Schiffs wurde 1898–99 in frei erfundenen Formen neu erbaut; der Vorgängerbau stand auf der Nordseite und stammte aus dem Jahr 1754. Die Sakristei auf der Südseite des Chores wurde von Börgemann neu gestaltet; der mittelalterliche Bau lag mit dem nördlichen Seitenschiff unter einem Dach und war im Innern zweigeschossig.
Ein Modell von 1842 im Buxtehude∙Museum für Regionalgeschichte und Kunst gibt den Zustand des Turmes vor dem Brand von 1853 wieder.

## Architektur

### Kunstgeschichtliche Stellung
Die besondere kunstgeschichtliche Stellung der Petrikirche ergibt sich aus der in Niedersachsen seltenen Anwendung der Basilika und ihrer Verbindung mit den Formen der Hallenkirchen aus Backstein in und um Hamburg und Lüneburg. Die kantonierten Rundpfeiler des Mittelschiffs sind eine Umformung der Pfeiler der Marburger Elisabethkirche und kommen gleichzeitig in der Marienkirche Uelzen und in der Johanniskirche in Lüneburg vor.
Die sechsteiligen Gewölbe im Mittelschiff und die fünfteiligen Gewölbe des Seitenschiffs in Kombination mit zwei Fensterachsen pro Joch kommen bald nach 1274 im Magdeburger Dom erstmals vor und werden in Backstein um 1320 in der Petrikirche in Hamburg, im Stendaler Dom und weiteren Kirchen der Altmark rezipiert. Die das Portal und das Fenster umgreifende Westnische in der Turmhalle hat die Kirche in Buxtehude ebenfalls mit der Hamburger Petrikirche gemeinsam. Die Datierung der Kirche war längere Zeit zwischen 1285 und 1296 und dem späten 14. Jahrhundert umstritten. Der ergrabene Vorgängerbau und die Verwandtschaft mit der Hamburger Petrikirche deuten auf eine Datierung zwischen 1296 und 1320 hin.

### Inneres
Trotz der fast vollständigen Erneuerung hat das Innere seinen ursprünglichen Charakter weitgehend bewahrt. In den Jahren 1986–90 wurde eine Restaurierung des Innenraums durchgeführt; seitdem tritt die architektonische Gliederung deutlich hervor. Die Mittelschiffswände sind in zwei nahezu gleich hohe Geschosse gegliedert: im unteren Teil die vier weitgespannten Spitzbogenarkaden auf kräftigen Rundpfeilern mit je vier im Querschnitt kleeblattförmigen Dienstbündeln. Im Obergaden ist die Anzahl der Achsen verdoppelt, deshalb wurden sechsteilige Gewölbe über einem Joch im Mittelschiff ausgeführt. Das Schiff ist durch kräftige Wandpfeiler vertikal gegliedert. In jedem Wandfeld ist ein steiles spitzbogiges Blendenpaar angeordnet, darüber jeweils ein Obergadenfenster.
Im Chor findet sich ein zweigeschossiger Wandaufbau mit jeweils zwei Reihen Fenstern und Blenden übereinander.
Die längsrechteckigen Seitenschiffsjoche werden von fünfteiligen Gewölben überspannt; dementsprechend haben die Seitenschiffsjoche jeweils zwei Fensterachsen. Zwischen den Fenstern stehen schlanke Dienstbündel mit dem Querschnitt eines Vierpasses. Im zweiten Joch jeder Seite des Schiffs ist ein Spitzbogenportal angeordnet, das südliche erhielt ein neugotisches Gewände.
Bis auf die reichen Profile der Arkaden wurden alle architektonischen Einzelformen bei der Restaurierung 1898–99 erneuert. Das Mittelschiff war ursprünglich in voller Höhe zum Turmraum hin geöffnet; die heutige Abschlusswand wurde nach dem Brand 1853 erbaut.

## Ausstattung

### Altäre

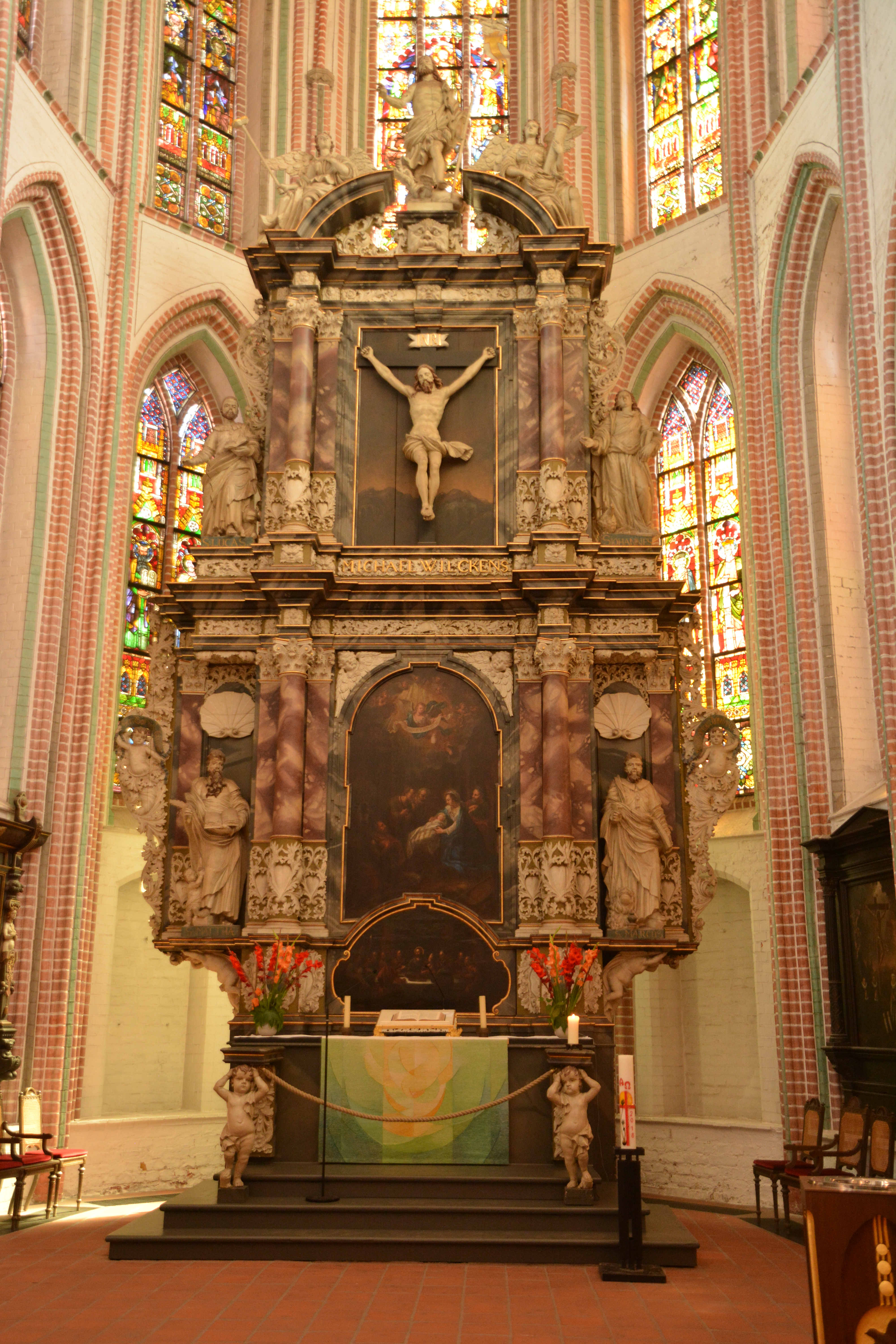
Hauptaltar

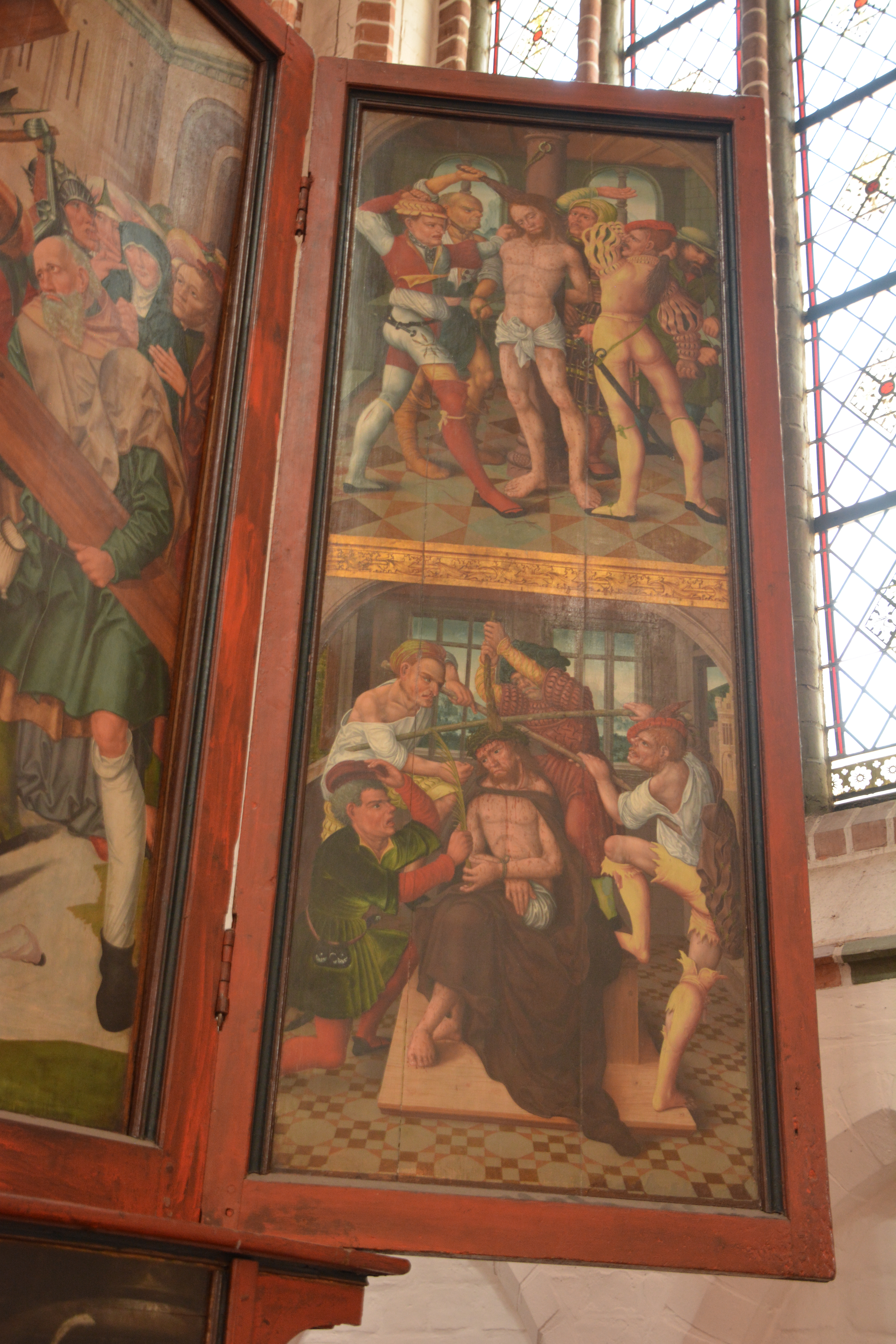
Seitenflügel des Halepagen-Altars

Hauptstück der Ausstattung ist ein hohes barockes Altarretabel, das 1710 von dem Meister Hans Hinrich Römers aus Hamburg geschaffen wurde. Der zweigeschossige Aufbau ist mit Gemälden, Figuren, Säulenrahmung und Akanthusornament ausgestattet. Über dem Abendmahlsgemälde in der Sockelzone ist das große Mittelbild mit der Geburt Christi und im Obergeschoss ein vollplastischer Kruzifix vor einer gemalter Landschaft angeordnet. Oberhalb des gebrochenen Segmentbogengiebels ist der Aufbau bekrönt vom Auferstandenen zwischen Engeln mit den Leidenswerkzeugen, seitlich neben den Säulen stehen Statuen der vier Evangelisten.
Das künstlerisch wertvollste Ausstattungsstück ist der Halepaghen-Altar im nördlichen Seitenschiff, ein spätgotischer Flügelaltar mit gemalten Passionsszenen, der nach dem Stifter Gerhard Halepaghe benannt ist. Das Gemälde der Predella wurde 1641 mit der Anbetung der Könige und Hirten übermalt; möglicherweise ist darunter noch das mittelalterliche Bild erhalten. Die Haupttafel zeigt eine Darstellung der Kreuztragung Christi, auf den Innenseiten der Flügel finden sich Darstellungen der Geißelung und Dornenkrönung rechts und der Kreuzigung und Grablegung links. Die Außenseiten sind mit lebensgroßen Darstellungen von Paulus und Hieronymus bemalt. Der kniende Geistliche neben Paulus wird als Stifterbild des Gerhard Halepaghe angesehen, dessen Wappen und Namensumschrift am heute verschwundenen steinernen Altartisch angebracht waren. Die Haupttafel und Teile der Flügel-Außenseiten gelten als ein Werk des nach diesem Altar benannten Hauptmeisters, möglicherweise Wilm Dedeke, der vor 1500 in Lübeck, anschließend in Hamburg und um 1510 hier in Buxtehude tätig war. Die anderen Gemälde wurden um 1520 von einem jüngeren Maler geschaffen.

### Weitere Ausstattung

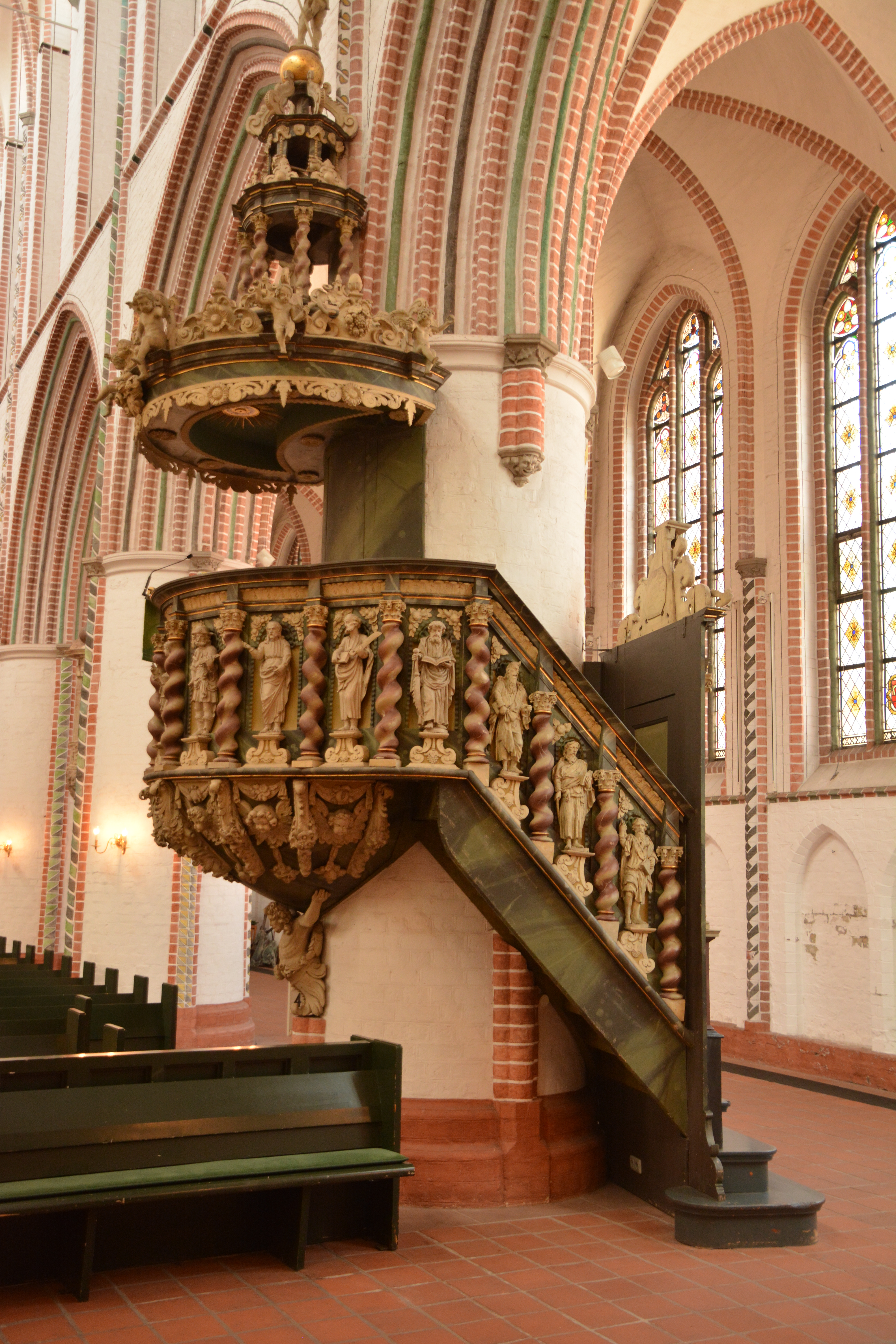
Kanzel

Die prachtvolle frühbarocke Kanzel von 1674 ist in kräftigen, betont plastischen Formen gestaltet und wird von der Halbfigur eines Atlanten getragen. Sie besitzt einen schalenförmigen, mit geflügelten Puttenköpfen verzierten Konsolboden und trägt an der Brüstung des Korbes und am Treppenaufgang Apostelstatuen zwischen gewundenen Säulen. Die Tür zum Kanzelaufgang ist durch ornamentierte Pilaster gerahmt, über dieser ist ein giebelartiger Aufsatz mit Knorpelwerk angeordnet. Der mehrstöckige, reich ausgestattete Schalldeckel ist mit Putten mit den Leidenswerkzeugen versehen und zeigt dazwischen unter einem von gedrehten Säulen gerahmtem Baldachin eine spätgotische Christusfigur vom Anfang des 16. Jahrhunderts. Als Bekrönung des Schalldeckels dient eine Statue von Christus mit der Siegesfahne von 1673/74.
Aus der Zeit um 1400 sind Reste eines mittelalterlichen Chorgestühls erhalten, deren östliche Abschlusswangen und einige Sitze gegen Ende des 19. Jahrhunderts ergänzt wurden. An den westlichen Wangen sind figürliche Reliefs unter Kielbogenblenden angebracht, die nach außen sitzende Prophetenfiguren, an der Innenseite des nördlichen Gestühls den kreuztragenden Christus und einen Priester mit Kelch und an den Stirnseiten weibliche Heilige darstellen. Am neuen Gestühl wurden mehrere geschnitzte Gestühlswangen aus der Zeit um 1500, um 1550 sowie 1545 und 1546 datierte Wangen wiederverwendet. Im südlichen Seitenschiff ist ein lebensgroßer, wohlgestalteter Kruzifixus aus der Zeit um 1470, vermutlich das frühere Triumphkreuz, erhalten.
Der westliche Kronleuchter im Mittelschiff stammt von 1589, die beiden anderen aus der Zeit nach 1650. Ein Sakristeischrank mit reichen spätgotischen Eisenbeschlägen entstand um 1500. Das Altargerät besteht unter anderem aus zwei wertvollen gotischen Kelchen von 1468 und 1518 sowie einem silbernen Altarkreuz von 1680.
Das Geläut besteht aus drei Glocken, die im Jahr 1973 von der Glockengießerei in Heidelberg gegossen wurden. Es besteht aus drei Glocken mit dem Ton d (1380 kg), g (710 kg) und a (500 kg).

### Epitaphien und ehemalige Ausstattungsstücke

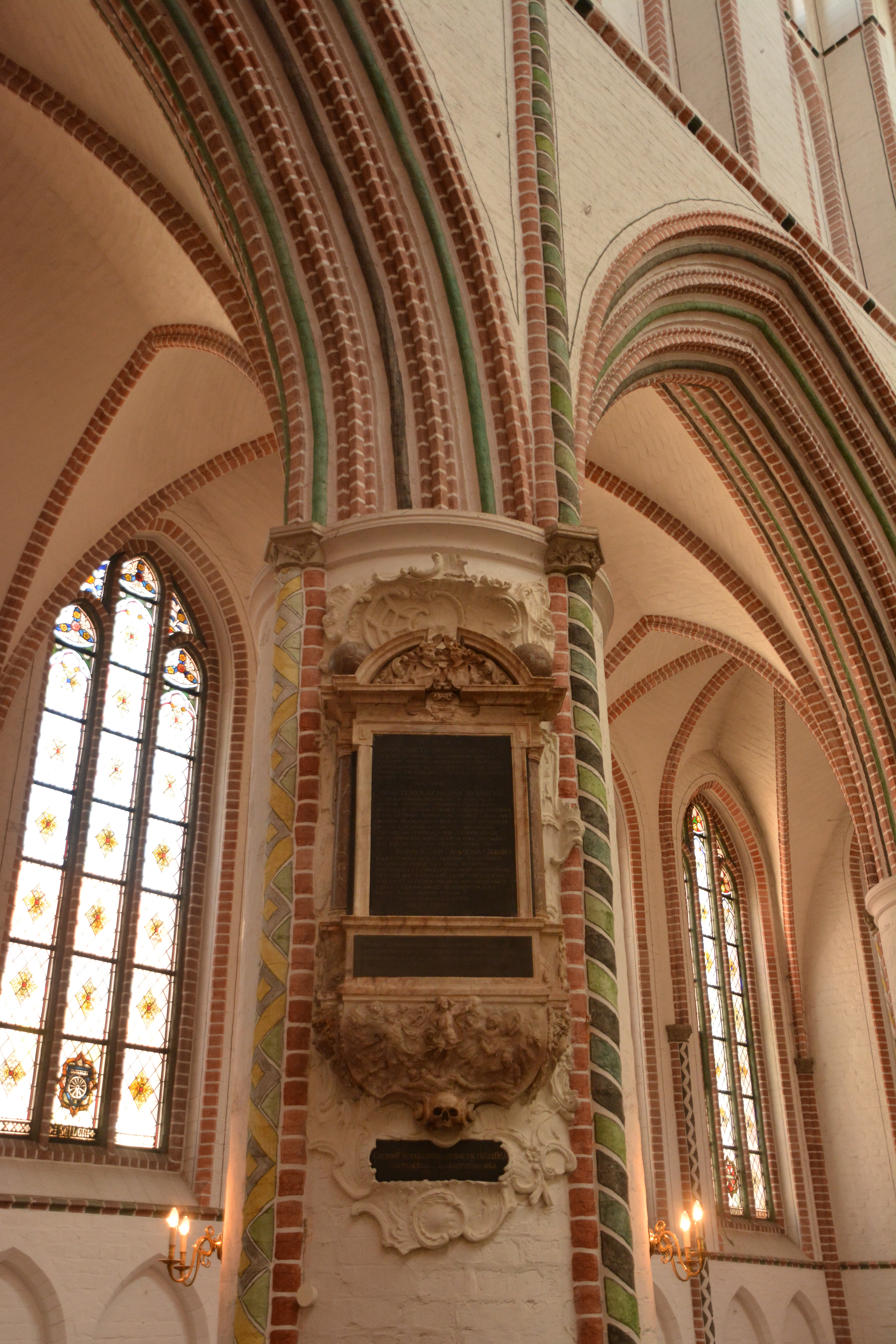
Epitaph für Anna Hauto

Mehrere Epitaphien sind aus dem 16. und 17. Jahrhundert erhalten. Hier ist das Epitaph für den Bürgermeister und Dichter Martin Moller († 1583) an der Nordwand des Chorpolygons zu nennen, das innerhalb eines hölzernen Rahmens mit Hermen-Pilastern und einem plastisch hervortretenden Gesims ein auf 1585 datiertes Kreuzigungsgemälde mit Stifterfamilie zeigt. Daneben hängt ein großes Gemälde mit der Darstellung des Salvator mundi von 1635. 
Auf der Südseite des Chorpolygons findet sich ein namenloses Epitaph mit kannelierten Säulen, flachem Dreiecksgiebel und Kreuzigungsgemälde aus der Zeit um 1600. Das Epitaph für Anna Hauto († 1634) am mittleren Pfeiler der Nordseite stammt aus der früheren Klosterkirche Altkloster in Buxtehude, die Inschrifttafel mit Marmorrahmung ist von 1634 und die Stuckaturen wurden 1770 nach der Umsetzung hinzugefügt. Das Epitaph für den Hofmusikus Michael Uhlich († 1673) befindet sich an der Ostwand des südlichen Seitenschiffes und zeigt ein Brustbild des Verstorbenen in üppigem Akanthus-Rahmen mit musizierenden Putten. Das Sandstein-Epitaph der Familie Radeleves von 1567 hängt außen an einem nördlichen Strebepfeiler des Chores und zeigt einen Säulenrahmen mit Inschrift und Wappen.
Der berühmte Buxtehuder Altar, eine Arbeit aus der Werkstatt des Bertram von Minden aus der Zeit um 1400, wurde 1904 als Dauerleihgabe an die Hamburger Kunsthalle gegeben, seine Herkunft aus der mittelalterlichen Petrikirche ist jedoch nicht gesichert. Eine fotografische Kopie des Altars kann seit 1990 im südlichen Seitenschiff besichtigt werden. Daneben steht ein Diorama in einer Vitrine, das die mittelalterliche Baustelle der St.-Petri-Kirche im Modell veranschaulicht. Der Passionsaltar, vermutlich der ehemalige Hauptaltar der Kirche, gelangte in das Buxtehude∙Museum. Von ihm sind die Predella, der Schrein und das bemalte Flügelpaar des erhöhten Mittelteils erhalten. Es handelt sich um eine südniederländische Arbeit aus der Zeit um 1470 und um eines der wenigen Beispiele derartiger Altäre aus dem Herzogtum Brabant.

## Orgeln

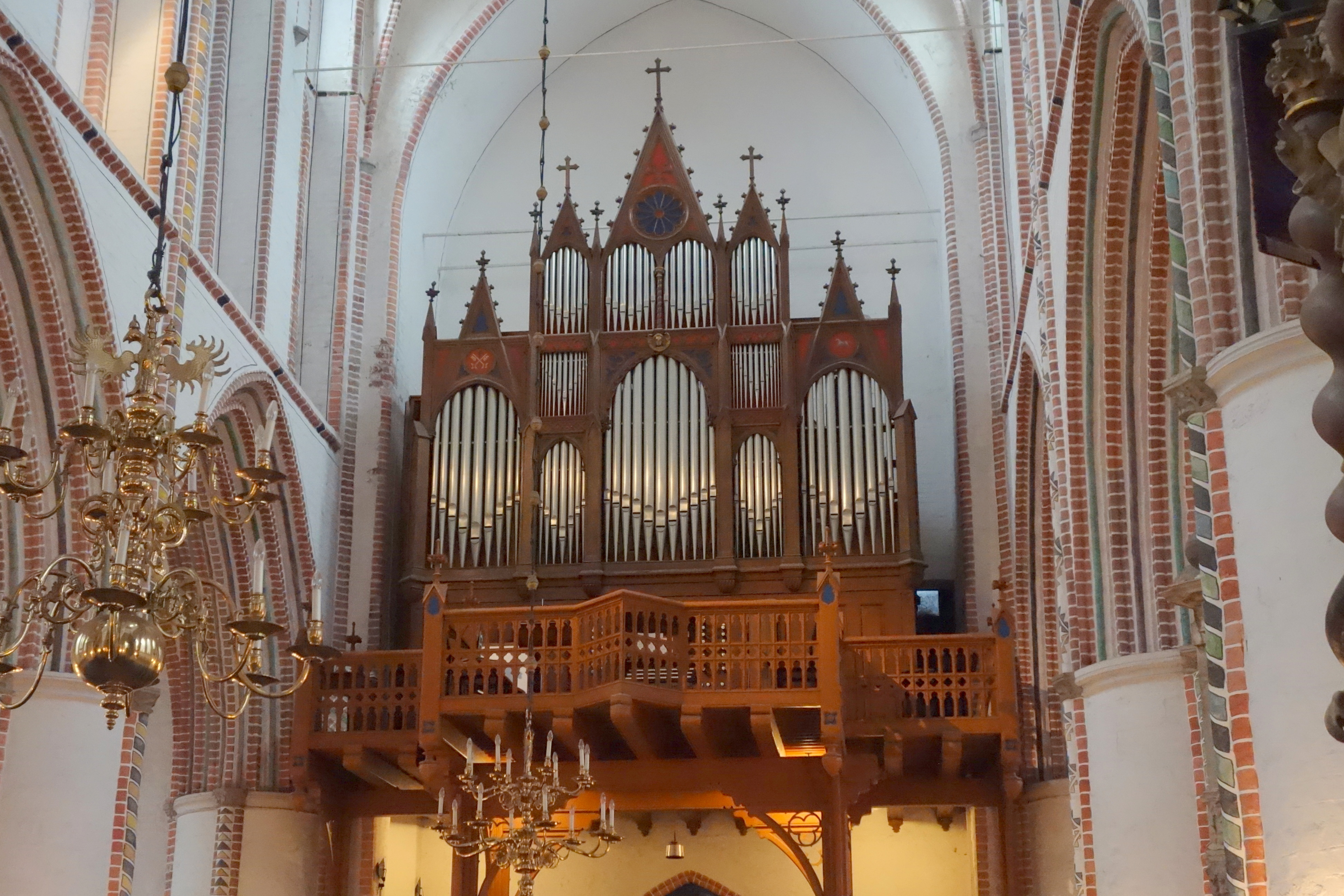
Furtwängler-Orgel von 1859

Erstmals ist eine Orgel im Jahr 1545 nachgewiesen. Das Instrument von Arp Schnitger (III/P/36) aus den Jahren 1699–1701 fiel 1853 dem Turmbrand zum Opfer. 

### Hauptorgel
Die heutige Orgel mit neugotischem Prospekt ist ein Werk von Philipp Furtwängler aus dem Jahr 1859 mit 52 Registern auf drei Manualen und Pedal. Furtwängler integrierte 25 Pfeifen von Schnitger, die erhalten geblieben waren. Das romantisch disponierte Werk ist eine der größten Orgeln Furtwänglers mit etwa 3300 Pfeifen.
Die Restaurierung in den Jahren 1982–1984 durch Alfred Führer rettete die Orgel vor dem drohenden Abriss. In diesem Zuge wurden zehn Register rekonstruiert. Eine weitere Restaurierung 2004–2006 führte Rowan West durch, der alle sieben gemischten Stimmen rekonstruierte. Alle anderen 35 Register sind original erhalten. Die Disposition lautet wie folgt:
| I Manual C–f3 |        |    |
| Bordun        | 16′    |    |
| Principal     | 8′     |    |
| Gemshorn      | 8′     | AF |
| Rohrflöte     | 8′     | AF |
| Quintatön     | 8′     | AF |
| Quinte        | 5 1⁄3′ | AF |
| Octav         | 4′     |    |
| Gemshorn      | 4′     |    |
| Rohrflöte     | 4′     |    |
| Quinte        | 2 ⁄3′  |    |
| Octav         | 2′     |    |
| Cornett III-V | 1 ⁄3′  | W  |
| Mixtur IV     | 2′     | W  |
| Cymbel III    | 1⁄2′   | W  |
| Trompete      | 16′    |    |

| II Manual C–f3 |       |    |
| Quintatön      | 16′   |    |
| Principal      | 8′    | AF |
| Hohlflöte      | 8′    |    |
| Gamba          | 8′    |    |
| Gedact         | 8′    |    |
| Octav          | 4′    |    |
| Viola          | 4′    |    |
| Gedact         | 4′    |    |
| Spitzquinte    | 2 ⁄3′ |    |
| Octav          | 2′    | AF |
| Mixtur IV      | 2′    | W  |
| Scharf III     | 2′    | W  |
| Spitzig II     | 1′    | W  |
| Trompete       | 8′    | AF |

| III Manual C–f3 |     |    |
| Gamba           | 16′ |    |
| Geigenprincipal | 8′  |    |
| Spitzflöte      | 8′  |    |
| Flöte           | 8′  | AF |
| Rohrflöte       | 8′  |    |
| Salicional      | 8′  |    |
| Dolceflöte      | 8′  |    |
| Octav           | 4′  |    |
| Spitzflöte      | 4′  |    |
| Gedactflöte     | 4′  | AF |
| Salicet         | 4′  |    |
| Waldflöte       | 2′  | AF |
| Harmonia II     |     | W  |

| Pedal C–d1   |         |  |
| Forte-Pedal  |         |  |
| Principalbaß | 16′     |  |
| Subbaß       | 16′     |  |
| Quintenbaß   | 10 2⁄3′ |  |
| Principal    | 8′      |  |
| Octav        | 4′      |  |
| Posaunenbaß  | 16′     |  |
| Trompete     | 8′      |  |
|              |         |  |
| Piano-Pedal  |         |  |
| Violonbaß    | 16′     |  |
| Violoncello  | 8′      |  |
| Bordun       | 8′      |  |

- Koppeln: I Octavant, I/II, I/III, I/P, Forte-Pedal, Piano-Pedal

W = Rowan West (2006)
AF = Alfred Führer (1984)

### Chororgel

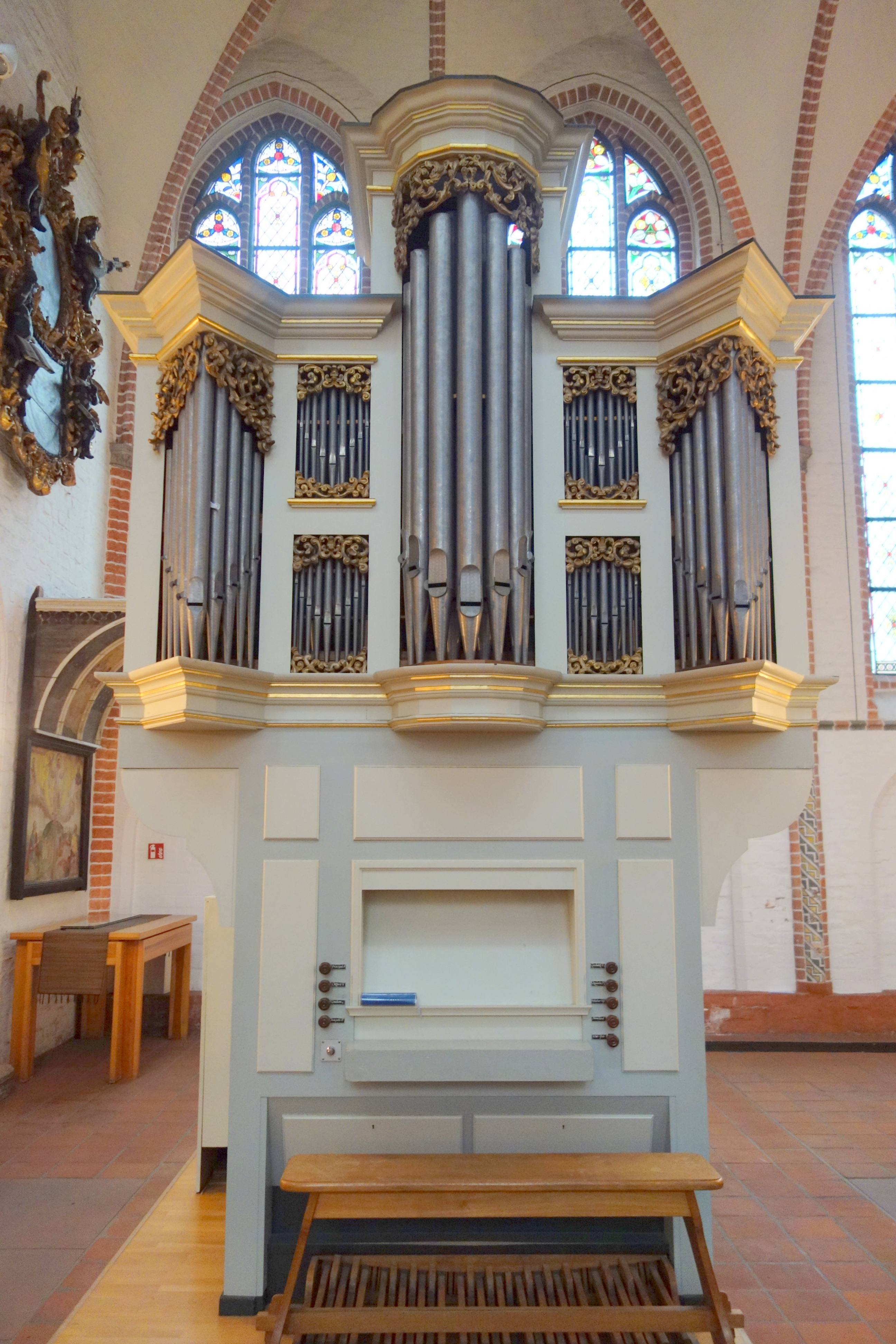
Chororgel (2017) vor dem Neubau

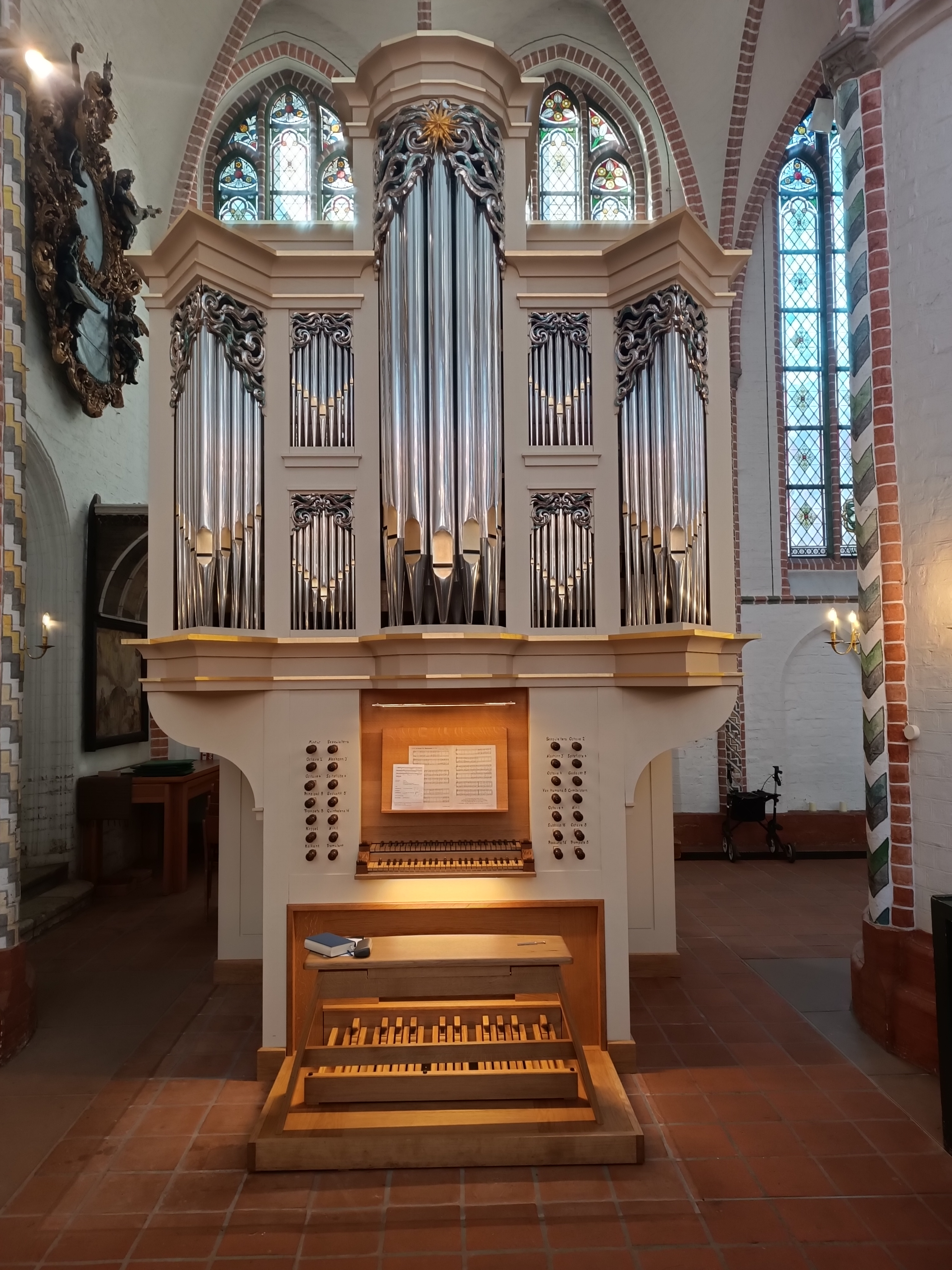
Chororgel St. Petri Buxtehude, nach dem Umbau 2024

Die Chororgel für St. Petri wurde 1974/1975 von den Gebrüdern Hillebrand in Altwarmbüchen im barocken Stil erbaut und auf der Südseite des Mittelschiffs aufgestellt. Das Gehäuse im Stil von Arp Schnitger stammte von Paul Ott, das von 1949 bis 1974 als Rückpositiv mit sieben Registern der Orgel von St. Cosmae in Stade diente. Eine Erweiterung durch Rowan West war für 2022 geplant, die sechs neue Register sowie einen neuen Spieltisch und eine neue Traktur umfassen sollte. Durch die Flutkatastrophe 2021 wurde jedoch die Orgelwerkstatt von Rowan West samt der Chororgel zerstört. Erst am 14. April 2024 konnte die neue Chororgel eingeweiht werden. Sie wurde nach Plänen von West mit vollständig neuem Innenwerk, an dem mehrere Orgelbauer beteiligt waren, in einem neuen Gehäuse, das sich an das alte von Ott anlehnt, gebaut. Das Instrument verfügt über 14 klingende Register, 4 Manual-Wechselschleifen, 2 Transmissionen auf dem II. Manual und zwei Extensionen im Pedal.
| I Hauptwerk C–f3 |     |
| Quintadena       | 16′ |
| Principal        | 8′  |
| Gedeckt          | 8′  |
| Octave           | 4′  |
| Spitzflöte       | 4′  |
| Nasat            | 3′  |
| Gemshorn         | 2′  |
| Sesquialtera II  |     |
| Mixtur IV        |     |
| Trompete         | 8′  |

| II Positiv C–f3 |    |          |
| 0               |    |          |
| 0               |    |          |
| Gedeckt         | 8′ | (Trans.) |
| Octave          | 4′ | (WS)     |
| Spitzflöte      | 4′ | (Trans.) |
| Nasat           | 3′ | (WS)     |
| Gemshorn        | 2′ | (WS)     |
| Sesquialtera II |    | (WS)     |
| Vox humana      | 8′ |          |

| Pedal C–d1 |     |        |
| Subbass    | 16′ |        |
| Octavbass  | 8′  |        |
| Octave     | 4′  | (Ext.) |
| Posaune    | 16′ |        |
| Trompete   | 8′  | (Ext.) |

### Truhenorgel
Harm Dieder Kirschner baute 2006 eine kleine Truhenorgel mit sieben Registern, die seit 2010 in St. Petri steht.